# 尤馬雷
10°35′50″N 68°40′28″W / 10.59722°N 68.67444°W
尤馬雷（西班牙語：Yumare），是委內瑞拉的城鎮，位於該國西部亞拉奎州，是馬努埃爾蒙日市的首府，面積60平方公里，海拔高度474米，2011年人口13,180，人口密度每平方公里28人。